# Examen del fons amb pupil·la dilatada
L'examen del fons amb pupil·la dilatada (DFE: Dilated fundus examination) és un procediment de diagnòstic que empra l'ús de gotes oculars midriàtiques (com la tropicamida) per a dilatar o augmentar la pupil·la i poder obtenir una millor visió del fons de l'ull. Un cop la pupil·la està dilatada, els examinadors utilitzen l'oftalmoscòpia (funduscòpia) per veure l'interior de l'ull, permetent l'avaluació de la retina, el cap del nervi òptic, els vasos sanguinis i altres característiques. També solen utilitzar equips especialitzats com ara una càmera de fons. S'ha trobat que el DFE és un mètode més eficaç per avaluar la salut ocular interna que l'examen no dilatat. Normalment, el realitzen oftalmòlegs i optometristes com a part d'un examen ocular.